# برج العروس
برج العروس (بالإنجليزية: The Bride Tower)‏ هو مشروع بناء برج شاهق الارتفاع يقع في محافظة البصرة جنوب العراق وهذا برج يصل ارتفاعه إلى 1152 متر فوق مستوى سطح الأرض، وفي عام 2014 انتهى المصممون من هندسة تصميمه، ومن المقرر أن يكون هذا البرج أطول برج في الوطن العربي لكن بناء المشروع حصل فيه تلكؤ بسبب بداية حرب داعش وحتى الآن لم يتم إكمال العمل فيه، وهو يقع في أرض مطار البصرة القديم ويتكون البرج من 241 طابقاً وسيكون أول مدينة رأسية في العالم؛ حيث يتكون من أربعة أبراج منفصلة إنشائياً، ولكن تتصل بواسطة جسورٍ سماوية، وصمم ليكون مدينةً كاملة تحتوي على مرافق عامة ومكاتب وفنادق ومولات تجارية وحدائق ومتنزهات، وكذلك شبكة قطارات خاصة. وسيفتح مبنى البرج آفاقاً جديدة في معظم تطورات المجالات الهندسية إنشائياً ومعمارياً، بالإضافة للمواصلات والخدمات الرأسية.
سيُحاط البرج بغطاء زجاجي على مساحة كبيرة تقارب 600 كيلو متراً مربعاً، سماه المصممون «الحجاب»، وسيغطي أغلب واجهة البرج الجنوبي، ثم يمتد أفقياً ليغطي المباني القصيرة المحيطة والأدوار الأولى من المباني الأعلى، وسيكون البرج مستقلاً تماماً عن شبكة الطاقة الكهربائية في المدينة؛ وسيعتمد على مصادر الطاقة الشمسية بأكثر من طريقة، أحدها هو الغطاء الحاجب الذي سيحتوي على مجموعة من ألواحٍ الطاقة الشمسية.